# Mieć i nie mieć (film)
Mieć i nie mieć (To Have and Have Not) – amerykański film wojenny z 1944 roku. Fabuła filmu oparta jest na powieści Ernesta Hemingwaya z 1937 r. pod tym samym tytułem, jednak częściowo została zmieniona.

## Obsada
- Humphrey Bogart – Harry Morgan
- Walter Brennan – Eddie
- Lauren Bacall – Marie Browning
- Dolores Moran – Hellene de Bursac
- Hoagy Carmichael – Cricket
- Sheldon Leonard – Coyo
- Walter Szurovy – Paul de Bursac
- Marcel Dalio – Gerard
- Walter Sande – Johnson
- Dan Seymour – kapitan M. Renard

## Fabuła
Zamożny Amerykanin Harry Morgan jest właścicielem niewielkiej fregaty i utrzymuje się z wynajmu łodzi. Gerard, miejscowy barman prosi go o przetransportowanie kilku członków francuskiego ruchu oporu z kontrolowanej przez kolaboracyjny rząd Martyniki. Harry odmawia, nie chcąc się mieszać w sprawy polityczne. Jednak, gdy spotyka Amerykankę Marie Browning, która chce wrócić do kraju, zgadza się spełnić prośbę Gerarda, a za zarobione pieniądze kupuje Marie bilet do Stanów Zjednoczonych.